# Manegoldo il Vecchio
Manegoldo il Vecchio (1034 – 1094) fu conte palatino di Svevia dal 1075 circa al 1094.

## Origini
Le origini di Manegoldo non sono chiare e negli anni le ricerche hanno prodotto diverse ipotesi al riguardo.
Casa di Tubinga
Sulla base di alcune proprietà che il conte palatino di Svevia donò a un monastero, nel 1836 Johann Daniel Georg von Memminger avanzò l'ipotesi che Manegoldo fosse membro della casa di Tubinga, in particolare di un ramo che prendeva il nome dal castello di Ruck. 
Hupaldingi
Nel 1977 Heinz Bühler suppose che Manegoldo fosse imparentato con gli Hupaldingi, una dinastia comitale sveva.

### Hohenstaufen
Nel 1977 Hansmartin Decker-Hauff ha avanzato l'ipotesi che Manegoldo fosse il figlio maggiore di Federico di Büren, a sua volta figlio del conte palatino di Svevia Federico I. Pertanto Manegoldo sarebbe stato fratello del conte di Staufen Ludovico I, suo successore in qualità di conte palatino di Svevia. Tuttavia, le fonti di questa teoria sarebbero un presunto elenco di transazioni di Lorch e la parziale proprietà di Langenau, che però non sono mai state pubblicate, al punto che della prima è stata messa in dubbio la stessa esistenza. Inoltre, questa parentela non è menzionata in nessun'altra fonte.

## Biografia
Manegoldo nacque nel 1034 o nel 1043 ed è indicato per la prima volta come conte palatino di Svevia in un documento del 1070 redatto dall'arcivescovo di Magonza Sigfrido I per il monastero magontino di San Giacomo. La ragione per cui ottenne la sua carica non è stato ancora chiarita dagli studi. Cinque anni dopo compare nuovamente in un documento dell'imperatore Enrico IV destinato al monastero di Cluny, insieme al conte palatino di Baviera Diepoldo II e il conte palatino del Reno. Durante la lotta per le investiture, Manegoldo si schierò con i sostenitori del papa. In un documento del 1125 Manegoldo e sua moglie Adelaide sono indicati come fondatori del monastero di Langenau, trasferitosi ad Anhausen an der Brenz nel 1143.
Manegoldo morì poco prima dell'estate del 1094 e gli successe il conte di Staufen Ludovico I († 1103), che fu conte palatino di Svevia dal 1094 al 1103. A Ludovico I successe il figlio Ludovico II († 1112), conte di Westheim e conte palatino di Svevia dal 1103 al 1112. Una volta scomparso il cugino, divennero conti palatini di Svevia i figli di Manegoldo il Vecchio: Manegoldo il Giovane e Adalberto. Tuttavia alla morte di Adalberto il titolo di conte palatino di Svevia passò a Ugo I di Tubinga e la sua dinastia lo mantenne fino alla metà del XIV secolo.

## Matrimonio e figli
Manegoldo si sposò Adelaide (ca. 1045 – ca. 1090), appartenente alla dinastia degli Hupaldingi, che portavano il titolo di conti di Dillingen.
La coppia ebbe quattro figli:
- Manegoldo il Giovane (ca. 1065 – dopo il 1143), conte palatino di Svevia dal 1112 a 1225[8] ;
- Adalberto di Lauterburgo (ca. 1070 – dopo il 1146), conte palatino di Svevia dal 1125 al 1146;
- Ulrico (ca. 1070 – dopo il 1143), cofondatore del monastero di Anhausen an der Brenz;
- Gualtiero (ca. 1075 – 1153), vescovo di Augusta.